# Zarządzanie przez cele
Zarządzanie przez cele (ang. Management by Objectives, MBO) – metoda zarządzania opisana po raz pierwszy w 1954 przez Petera Druckera w jego książce Praktyka zarządzania.

## Opis
U podstaw tej metody leży założenie, że do najcenniejszych zasobów przedsiębiorstwa decydujących o jego wynikach należy motywacja, inicjatywa i aktywność pracowników. Idea przewodnia MBO skoncentrowana jest na wspólnym (przełożeni i podwładni) określeniu i negocjowaniu celów, wspólnym ustalaniu mierników pożądanych wyników końcowych oraz na wspólnych okresowych przeglądach i ocenie uzyskanych rezultatów.
Pojęcie ZPC (Management by Objectives - MBO), które po raz pierwszy zostało nakreślone przez Petera Druckera w książce z 1954 r. pt.: „The Practice of Management”  jest czynnikiem motywującym kadrę zarządzającą, może się stać również motywatorem dla osób uczestniczących w realizacji celu.
"Każde przedsiębiorstwo wymaga zaangażowania we wspólne cele i wspólne wartości. Bez takiego zobowiązania nie ma przedsiębiorstwa; jest tylko tłum. Przedsiębiorstwo musi mieć proste, jasne i jednoczące cele."
Zarządzanie przez cele nie narzuca kierownictwu dokładnych metod osiągnięcia celu. Każdy kierownik powinien być rozliczany wyłącznie za wyniki, a to w jaki sposób ten wynik osiągnie zależne jest tylko od niego.